# Edward Burra
Edward Burra, född 29 mars 1905 i Rye, East Sussex i Storbritannien, död 22 oktober 1976 i Hastings i Storbritannien, var en brittisk målare, tecknare och grafiker, mest känd för sina skildringar av den urbana underjorden, svart kultur och Harlemscenen på 1930-talet.

## Biografi
Burra gick i en förberedande skola, men måste sluta på grund av att han drabbades av anemi och reumatisk feber. Han studerade senare vid Chelsea School of Art i London 1921–23 och Royal College of Art 1923–24. Han hade sin första separatutställning på Leicester Galleries 1929. Han blev medlem av Unit One 1933 och visades med de engelska surrealisterna senare på 1930-talet.
Burra reste vida omkring, och fick många influenser som spelar en roll i hans verk, som vanligen var akvareller i stora format och starka färger. Under andra världskriget, när det blev omöjligt att resa, medverkade han också i utformningen av scenerier och kostymer för balett (inklusive Miracle in the Gorbals) och blev mycket framgångsrik inom detta område.
Han avböjde medlemskap i Royal Academy 1963 efter att ha valts in, men mottog orden CBE 1971. År 1973 höll Tate Gallery en retrospektiv utställning av hans arbeten. I samband med utställningen på Tate, gjorde Arts Council of Great Britain en dokumentär om hans liv och arbete.
Efter att ha brutit höften 1974, försämrades hans hälsa kraftigt och han dog i Hastings 1976. Arkivet hos Tate Gallery har betydande samlingar av material om Burra, inklusive hans brev. 